# 亞歷山大·斯特羅加諾夫
亚历山大·格里戈里耶维奇·斯特罗加诺夫（羅馬化：Aleksandr Grigoryevich Stroganov；1795年—1891年），斯特罗加诺夫家族的成员。1839-1841间担任俄罗斯帝國内政部长，1849年成为帝國議會成员。
1855于1863年间他还担任了比薩拉比亞新俄羅斯总督。